# فريفيليرس
فريفيليرس (بالفرنسية: Frévillers)‏ هي بلدية تقع في إقليم باد كاليه من منطقة نور با دو كاليه في شمال فرنسا. تبلغ مساحة هذه المدينة 5.07 (كم²)، وترتفع عن سطح البحر 172 م، يبلغ عدد سكانها 253 نسمة حسب إحصاء المعهد الوطني للإحصاء والدراسات الاقتصادية سنة 2009 م. وترأس Guy Vasseur البلدية خلال فترة (2008-2014).